# ノギラン
ノギラン（芒蘭、学名：Metanarthecium luteoviride）はキンコウカ科ノギラン属の多年草。古い分類体系の新エングラー体系、クロンキスト体系では、ユリ科に分類された。

## 特徴
葉は束生して10個ほどの根出葉になる。葉身は倒披針形で、長さ8-20cmになり、先端はとがる。
花期は6-8月。根出葉の間から高さ20-50cmになる花茎を伸ばし、総状花序をつけ、やや多数の花がつく。花茎には葉がつかない。花には苞があり、長さ2-4mmの短い花柄がある。花被片は黄緑色で、長さ6-8mmの線状披針形になり、上向きに咲き、花後も落ちない。雄蕊は6個あり、花被片より短く、花糸は無毛。子房は中位で3室あり、各室に多数の胚珠があり、柱頭は3裂する。果実は蒴果で長楕円形になり、花被片より短い。種子は長さ0.7mmほどの卵形になる。 

## 分布と生育環境
南千島、北海道、本州、四国、九州、韓国に分布し、山地に生育する。

## ギャラリー
- ごく短いが花柄がある。

## 下位分類
- ヤクシマノギランMetanarthecium luteoviride Maxim. var. nutans Masam.[8] - ノギランの矮小型で、花柄が長く総状花序になる傾向が多い[6]。